# Diogène de Sinope
«  Diogène » redirige ici. Pour les autres significations, voir Diogène (homonymie).
Diogène de Sinope (en grec ancien : Διογένης ὁ Σινωπεύς / Diogénēs ho Sinōpeús), également appelé Diogène le Cynique et Diogène le Chien, né à Sinope vers 413 av. J.-C. et mort vers 323 av. J.-C. à Corinthe, est un philosophe de la Grèce antique, le plus célèbre représentant de l'école cynique. Il est contemporain de Philippe II de Macédoine et de son fils Alexandre le Grand qu'il a rencontré.
Une partie de la tradition doxographique (Dioclès de Magnésie et Diogène Laërce) fait de Diogène le disciple d'Antisthène. Parmi les élèves attribués à Diogène figurent Androsthène fils d'Onésicrite, Monime, Onésicrite, Philiscos d'Égine, Phocion et Stilpon. Diogène est, de tous les philosophes cyniques, celui au sujet duquel on accumula le plus d'historiettes et de mots d’esprit, collectés principalement dans l'ouvrage de Diogène Laërce intitulé Vies, doctrines et sentences des philosophes illustres, dont les biographies font une large part aux anecdotes formulées selon le type de la chrie. Ce matériau foisonnant est difficilement vérifiable. Les portraits de Diogène qui nous ont été transmis divergent parfois, le présentant tantôt comme un philosophe débauché, hédoniste et irréligieux, tantôt comme un ascète sévère, volontaire, voire héroïque.
La prolifération d'anecdotes concernant Diogène montre que le personnage a profondément marqué ses contemporains. Diogène vivait dehors, dans le dénuement, vêtu d'un mauvais manteau, muni d'un bâton, d'une besace et d'une écuelle. Dénonçant l'artifice des conventions sociales, il préconisait une vie simple, plus proche de la nature, et se contentait, pour dormir, d'une grande jarre — en grec pithos — couchée sur le flanc. Diogène avait l'art de l'invective et de la parole mordante ; il ne se privait pas de critiquer ouvertement les grands hommes et les autres philosophes de son temps (en particulier Platon).
Les apostrophes les plus connues qu'on lui prête sont :
- « Je cherche un homme » (voulant dire un homme « vrai », bon et sage), phrase qu'il adressait à ses concitoyens en parcourant les rues, avec à la main, en plein jour, sa lanterne allumée[DL 1] ;
- « Ôte-toi de mon soleil ! », réponse faite à Alexandre le Grand, qui était aimablement venu le voir et lui avait demandé ce qu'il désirait[DL 2] ;
- « Voici l'homme de Platon ! », adressé à Platon après que celui-ci eut défini l’Homme comme un « bipède sans plumes ». Diogène dépluma un coq qu’il apporta à l’Académie en lançant cette phrase pour se moquer de lui. Platon aurait ajouté par la suite à sa définition : «... doté de larges ongles plats »[DL 3].

## Biographie

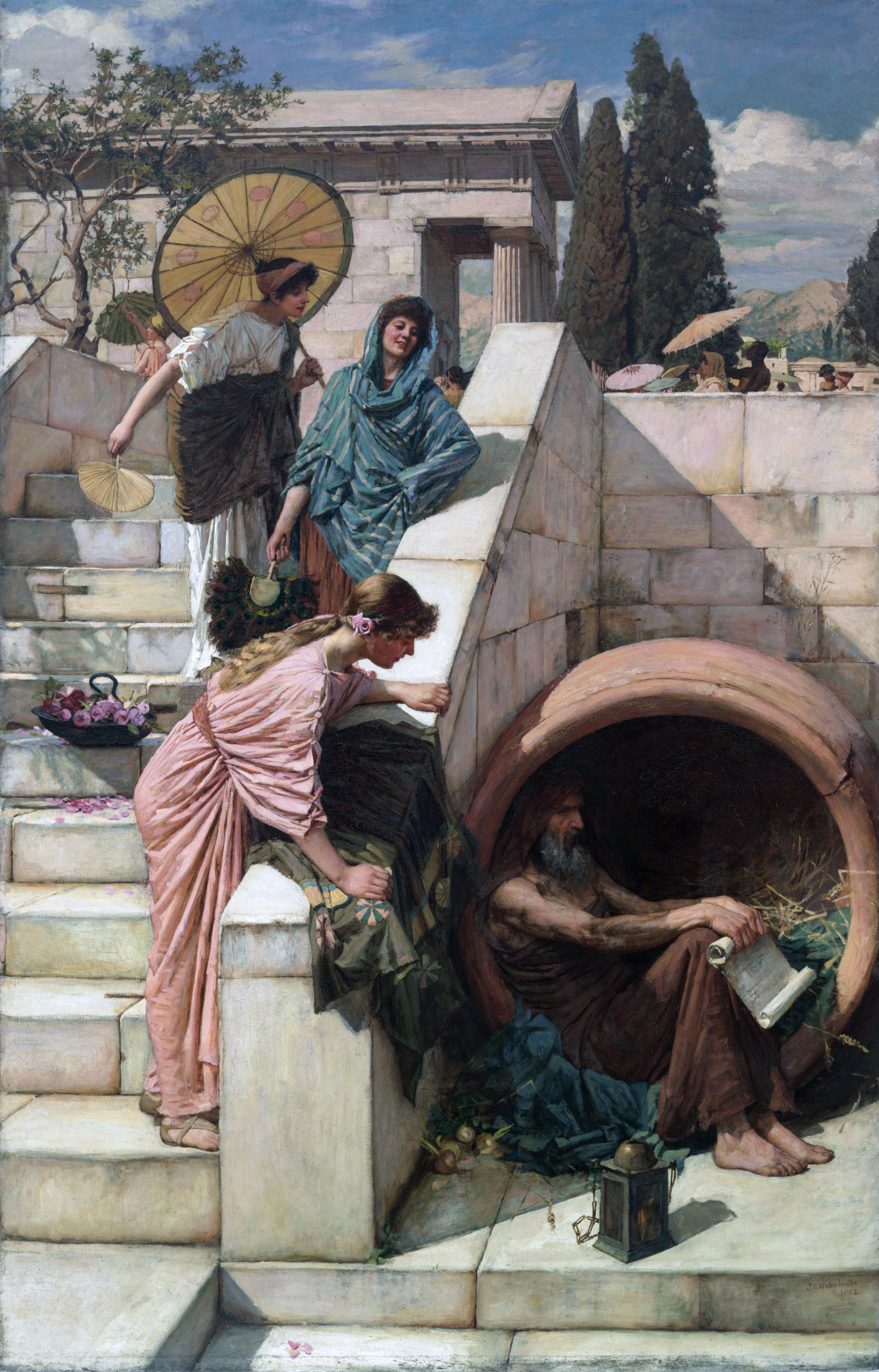
Diogène (Diogenes) par John William Waterhouse, 1882, Galerie d'art de Nouvelle-Galles du Sud (Sydney). L'artiste a représenté la lanterne, le pithos et les oignons dont le philosophe se nourrit.

### Origine sociale et éducation à Sinope
Diogène est le fils d'un nommé Hicésios, banquier (trapézite) dans la cité 
paphlagonienne de Sinope. La fonction de trapézite comportait la charge de superviser les changes entre monnaies locales et monnaies étrangères. De sa mère, on ne sait rien. La profession du père étant évidemment lucrative, le jeune Diogène dut recevoir une instruction soignée, incluant la gymnastique, la musique et la littérature. Diogène Laërce lui fait citer souvent des vers d'Homère et une fois un vers d'Euripide, et il lui prête une bonne connaissance de l'art équestre, lequel était réservé aux classes aisées.

### Expérience de l'exil et arrivée à Athènes
Selon une version qui remonte à Dioclès de Magnésie et nous a été transmise par Diogène Laërce, Hicésios, ayant été accusé de falsifier la monnaie, fut jeté en prison et son fils Diogène contraint de fuir à Athènes. Selon une autre source (Eubulide) citée par Diogène Laërce , ils auraient été bannis tous les deux. Cet épisode de l'exil du père et/ou du fils a été considéré rétrospectivement comme le début de la vocation de philosophe cynique, ayant confronté le jeune Diogène à l'expérience du déracinement et du dénuement qui va façonner sa vision de la vie et de la possession matérielle.
Diogène Laërce rapporte que Diogène, une fois à Athènes, alla trouver Antisthène et parvint, au prix d'une grande insistance, à se faire admettre comme disciple par ce penseur solitaire « qui ne laissait personne l'approcher ». Dion de Pruse explique dans son VIIIe Discours que Diogène, en arrivant à Athènes, fréquenta Antisthène non par sympathie personnelle, mais en raison de sa doctrine, qui lui paraissait vraie et la seule à pouvoir aider les hommes. Diogène serait ainsi le disciple le plus célèbre d'Antisthène, fondateur de l'école cynique. Toutefois, la question reste disputée de savoir si Diogène a réellement été l'élève d'Antisthène, même s'il ne fait aucun doute que c'est à Athènes qu'il prend l'accoutrement des Cyniques et adopte leur mode de vie. Il survit à Antisthène et ne voit pas d'utilité à se trouver un autre maître.

### Parcours de vie
Le portrait-type de Diogène, qui fut indéfiniment répété par les Anciens et les Modernes, tient en quatre mots (tribôn, besace, bâton, « tonneau »), et se trouve fixé en quelques lignes chez Diogène Laërce (VI, 22-23), dont la documentation remonte sans doutes aux origines : cet équipage, qui était déjà celui d'Antisthène d'après Dioclès, constituera pratiquement l'uniforme des Cyniques de tous les temps et lieux. Il se retrouve notamment dans les références à Diogène faites par Sénèque et Juvénal chez les Latins, et du côté grec par Épictète. Barbu et chevelu, le philosophe n'avait d'autre vêtement qu'un mauvais manteau appelé tribôn, portait une besace (πήρα / pḗra), s'appuyait sur un bâton (qui, à l'occasion, lui servait d'arme), allait nus pieds et dormait dans un pithos (une jarre de grande taille) ; ce « tonneau » (comme l'appellent improprement les Modernes) se trouvait, d'après Diogène Laërce (VI, 23), dans le Métrôon d'Athènes, autrement dit le temple de la Mère des Dieux, Cybèle, lequel était situé à l'ouest de l'Agora. Diogène ne subsistait que grâce aux dons de ses amis, auditeurs ou mécènes. Il se piquait de réclamer (apaitein) et non de mendier (aitein), auprès de ses amis. Les refus auxquels il s'exposait faisaient, à ses yeux, partie de son ascèse. C'est ainsi qu'on le vit un jour demander l'aumône à une statue, après quoi il répondit à ceux qui l'interrogeaient : « Je m'exerce à essuyer des échecs ». Son but n'était autre que de devenir le plus libre et auto-suffisant (αὐτάρκης / autárkēs) possible en s'affranchissant du superflu et en restreignant toujours plus sa dépendance des biens matériels. L'anecdote la plus significative à cet égard est peut-être celle qui le montre se débarrassant de son écuelle après avoir vu un enfant boire à la fontaine dans ses mains. Diogène alors avoue qu'il a trouvé son maître : « Un jeune enfant m'a battu sur le chapitre de la frugalité ».
Conformément à l'enseignement de son maître Antisthène,, le Sinopéen désirait vivre comme un chien (en grec kuôn, génitif kunos) et passer pour tel : d'où son surnom courant de « Diogène le Chien », qu'il assumait pleinement.
En bon émule du chien, Diogène affichait une absence totale de pudeur corporelle. Un jour qu'il se masturbait sur la place publique, il dit : « Si seulement, en se frottant de même le ventre, on pouvait aussi calmer sa faim ! ». Cet « apophtegme » est répété plus loin par le doxographe , qui caractérise alors la masturbation en public comme une pratique très fréquente voire continuelle (χειρουργῶν δ'ἐν μέσῳ συνεχές / kheirourgȭn d'en mésōi sunekhés) chez Diogène. Une telle indécence, évoquée non sans complaisance par le rhéteur Dion de Pruse, fit école chez les plus provocants des Cyniques, par exemple Cratès de Thèbes, qui copulait en public avec sa femme Hipparchia, ou, cinq siècles plus tard, Pérégrinos Protée, dont Lucien de Samosate dit qu'il n'avait pas honte de s'exciter les parties génitales au milieu d'une assemblée nombreuse et de qualifier cet acte d' « indifférent » (ἀδίαφορον / adíaphoron), concept fondamental dans la morale stoïcienne).
L'activité principale du Diogène que met en scène son biographe homonyme paraît avoir été le harcèlement éthique de ses contemporains, pratiqué sur la place publique et dans les lieux fréquentés. On l'aurait ainsi vu parcourir les rues d'Athènes en plein jour, une lanterne à la main ; aux passants qui, surpris, lui demandaient ce qu'il faisait, il répondait : « Je cherche un homme (ἄνθρωπον ζητῶ / ánthrōpon dzētȭ). ». L'interprétation traditionnelle de cette réponse est que le philosophe entendait signifier à quel point il était difficile de trouver un homme digne de ce nom, un homme vertueux. On a soutenu que Diogène, en nominaliste avant la lettre, aurait voulu prouver par-là que l'Idée d'homme, telle que l'Académie de Platon tentait de la définir, n'existait pas dans la réalité (« Je cherche l'Homme »). Diogène Laërce rapporte encore (VI, 40) que, comme Platon avait défini l'homme comme un « bipède sans plumes », Diogène pluma un coq et l'apporta à l'école de Platon en disant : « Voici l'homme de Platon ! ».

### Capture par les pirates, expérience de la servitude, préceptorat
Bien que de naissance libre, Diogène fut temporairement réduit en esclavage. Alors qu'il se dirigeait vers Égine en bateau, celui-ci fut pris par des pirates. Quoique la chronologie exacte de la vie de Diogène soit très difficile à établir, cet événement semble dater de la fin des années 340 av. J.-C. Le nom du capitaine pirate ayant dirigé le raid nous a été transmis sous deux formes : Cicéron le nomme Harpalus, tandis que Diogène Laërce l'appelle Scirpalos (Σκίρπαλος / Skírpalos),.
Mis en vente comme esclave en Crète, Diogène devint la propriété d'un riche marchand corinthien nommé Xéniade. Au crieur qui lui demandait ce qu'il savait faire, Diogène répondit qu'il savait « gouverner les hommes », et qu'il fallait donc le vendre à quelqu'un qui avait besoin d'un maître,. Xéniade admira une telle liberté de parole, acheta Diogène et lui confia d'importantes tâches dans sa maison, notamment une partie de l'éducation de ses enfants. Diogène Laërce loue la gestion domestique du Sinopéen : « Diogène réglait tout dans cette maison de telle sorte que Xéniade allait partout disant : "Un bon démon est entré dans ma maison" »).
Diogène appliqua dans son préceptorat les principes de l'éducation spartiate, qu'il admirait : les enfants de Xéniade reçurent une nourriture frugale, eurent les cheveux coupés courts et furent habillés sobrement, ne portant qu'un seul manteau ; Diogène les fit monter à cheval, chasser, tirer à l'arc, manier la fronde, lancer le javelot, et les habitua à marcher pieds nus, en silence et la tête baissée,. Il ne négligea cependant pas leur éducation littéraire, leur faisant apprendre beaucoup de passages des poètes et d'autres écrivains. Après plusieurs années de service, Xéniade finit par affranchir Diogène[réf. nécessaire].

### Rencontre avec Alexandre le Grand

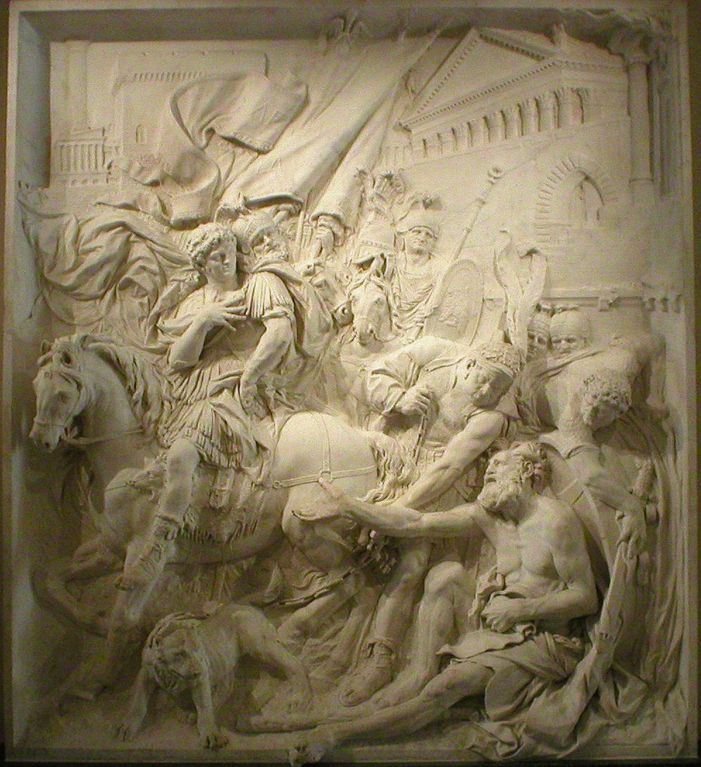
La rencontre entre Diogène et Alexandre le Grand. Bas-relief de Puget, v. 1689, musée du Louvre.

C'est à Corinthe, où il résidait quand il n'était pas à Athènes, qu'est située la fameuse rencontre du vieux clochard-philosophe avec le jeune roi de Macédoine, Alexandre le Grand. Cet épisode est raconté notamment par Cicéron, Plutarque et Diogène Laërce.
La version canonique la plus précise de l'événement se lit chez Plutarque. 

### Mort
Diogène mourut à Corinthe à un âge très avancé, 90 ans selon Diogène Laërce (VI, 76). L'année de sa mort n'est pas connue avec certitude : on a proposé 324 ou 323 av. J.-C. Une tradition ancienne, mais très suspecte, le fait mourir le même jour qu'Alexandre le Grand (décédé dans la nuit du 10 au 11 juin 323), coïncidence trop symbolique pour ne pas séduire un Victor Hugo. Comme pour la chronologie, la légende a eu raison de la vérité quant à la cause du décès du philosophe, et il existe sur ce point plusieurs versions différentes. Selon l'une d'elles, Diogène serait mort d'une infection due à la morsure de chiens avec lesquels il voulait partager un poulpe pour se nourrir. D'autres sources affirment qu'il serait mort des suites de l'ingestion d'un poulpe cru, ou même qu'il aurait volontairement cessé de respirer (un mode de suicide qui semblerait avoir fait école, du moins si l'on en croit les doxographes, chez les Cyniques et leurs épigones, notamment Zénon de Kition). Certaines rumeurs plus modernes racontent qu'il aurait été assassiné par des passants. Cependant aucune source de l'époque ne le confirme. Toutes ces versions contribuent à renforcer la légende selon laquelle Diogène serait mort comme il a vécu, d'une manière peu banale, et même subversive. À de multiples reprises, Diogène fit savoir qu'il ne voulait recevoir aucun honneur funèbre. Cicéron rapporte un dialogue entre Diogène et ses amis sur ce sujet :

« En Cynique rigoureux, Diogène ordonna qu'on laissât son corps sans sépulture. "Pour les oiseaux et les bêtes ?", demandèrent alors ses amis. "Pas du tout !, répondit-il. Mettez à côté de moi un bâton qui me servira à les chasser !". Les amis de dire : "Comment le pourras-tu, puisque tu ne sentiras rien ?". "Eh bien, si je ne sens rien, en quoi cela me gênera-t-il d'être déchiqueté par les bêtes ?" »

Sourds à son refus de toute sépulture, les amis de Diogène lui firent des funérailles magnifiques. Son tombeau fut orné d'une colonne surmontée d'une statue de chien en marbre de Paros. Plus tard, ses concitoyens lui érigèrent aussi une statue de bronze sur laquelle ils gravèrent les vers suivants : 

« Même le bronze subit le vieillissement du temps,
Mais ta renommée, Diogène, l'éternité ne la détruira point.
Car toi seul as montré aux mortels la gloire d'une vie indépendante
Et le sentier de l'existence heureuse le plus facile à parcourir »

## Œuvre et pensée

### Rejet des conventions sociales, voire de la civilisation
C'est en partie à cause de leurs traits scandaleux que les écrits de Diogène sont tombés dans un oubli quasi total. En effet, la Politeia (République), ouvrage diogénien aujourd'hui perdu, repris et développé plus tard par la Politeia de Zénon de Kition, s’attaque à de nombreuses valeurs du monde grec. « Il se moquait de la noblesse, de la gloire et de toutes les distinctions analogues, qu'il appelait les ornements du vice » . Il préconisait, entre autres, la liberté sexuelle, l'indifférence à la sépulture, l'égalité entre hommes et femmes (égalitarisme qui, chez lui, coexistait curieusement avec une misogynie virulente), la négation du sacré, la remise en cause de la cité et de ses lois, la suppression des armes et de la monnaie, l'autosuffisance ; il alla même jusqu'à juger acceptable l'anthropophagie. 
Il satirise tout à la fois la pratique de la pédérastie et le modèle athlétique, très valorisé dans le monde grec. Quand un ami lui demande pourquoi les athlètes sont stupides, il répond que « c'est parce qu'on les bâtit avec de la viande de porc et de bœuf ». Voyant un vainqueur aux Jeux Olympiques (certainement Dioxippos) lorgner une courtisane, il s'écrie : « Regardez-moi comment ce bélier d'Arès est mis sous le joug par la première fillette venue ! ». 
Bien au-delà de la critique des « conventions sociales », il y a chez Diogène un véritable rejet de la société elle-même et finalement de la civilisation. Ce refus explique notamment sa tentative de manger de la viande crue,. L'omophagie cynique, ce dédain du feu prométhéen, traduit le désir irréalisable d'un retour radical à l'état de nature. Il ne s'agit de rien moins que d' « ensauvager la vie », comme dit Plutarque.
Diogène méprisait le mariage, et ne reconnaissait que « l'accouplement d'un homme qui a séduit une femme avec la femme séduite » ; « pour cette raison, il demandait aussi la communauté des enfants ». La propriété privée était à ses yeux une convention factice dont le philosophe devait faire abstraction dans sa vie personnelle. On prête ainsi à Diogène le syllogisme suivant : « Tout appartient aux dieux ; or les sages sont les amis des dieux et entre amis tout est commun ; donc tout appartient aux sages. »,.
Les stoïciens ultérieurs, à partir du « moyen stoïcisme » (avec Panétius de Rhodes et Posidonius d'Apamée), prirent leurs distances par rapport au modèle cynique et préférèrent dissimuler et oublier cet héritage jugé « embarrassant ».

### Les vraies valeurs selon Diogène
Pour Diogène, toute expansion artificielle de la société est incompatible avec le bonheur, et la morale implique un retour à la simplicité de la nature. Son austérité et sa simplicité sont si grandes que les stoïciens le définiront plus tard comme un homme sage ou sophos. Le Sinopéen allait clamant que « la vie accordée aux hommes par les dieux est une vie facile, mais que cette facilité leur échappait parce qu'ils recherchaient les gâteaux au miel, les parfums et autres raffinements du même genre ». Il incombait donc au philosophe de rééduquer et libérer les hommes corrompus par les artifices de la civilisation et esclaves de leurs passions. Comme Socrate, Diogène est convaincu que le philosophe peut être un médecin de l'âme et améliorer moralement les hommes, tout en les méprisant pour leur lenteur d'esprit. Il condamne inlassablement la poursuite des faux biens, les convoitises qui ne font que nous enchaîner, le culte du paraître aux dépens de l'être, les contradictions ou l'hypocrisie des donneurs de leçons. Il vitupère l'amour (érôs) comme au mieux une perte de temps ou une activité vaine, au pire un poison moral et une passion aliénante qui s'incarnent dans la figure de la courtisane (hétaïra) asservissant tous les hommes jusqu'aux plus vigoureux ou aux plus puissants. Il s'emporte contre le goût du luxe, qu'il voit sévir même chez les philosophes, et c'est Platon, une fois de plus, qu'il prend pour cible à cause de son penchant pour la bonne chère et son ostentation, symbolisée par ses tapis : Diogène Laërce, VI, 25-26. Même aversion pour la vaine recherche des sensations chez les amateurs de spectacles ou le public des compétitions sportives et pour l'aveuglement des érudits qui s'absorbent dans de vaines recherches philologiques au lieu de songer à leur propre progrès moral.
Diogène Laërce montre encore le Sinopéen « s'étonnant de voir les musiciens accorder les cordes de leur lyre, mais laisser désaccordées les dispositions de leur âme ; les mathématiciens fixer leurs regards sur le soleil et la lune, mais ne pas remarquer ce qui se passe à leurs pieds; les orateurs mettre tout leur zèle à parler de la justice, mais point du tout la pratiquer, et encore les philosophes blâmer l'argent, mais le chérir par-dessus tout ».

### Cosmopolitisme
Bien que Socrate, à en croire Cicéron, se fût déjà considéré comme « habitant et citoyen du monde », c'est Diogène qui forgea le mot cosmopolite (grec κοσμοπολίτης / kosmopolítēs) « citoyen du monde ». Comme on lui demandait d'où il venait, il aurait répondu : « Je suis un citoyen du monde (cosmopolitès) ». Ce cosmopolitisme, confirmé par un autre apophtegme et dont le concept était certainement développé dans la Politeia diogénienne que nous avons perdue, constitue une revendication prodigieuse pour une époque où l'identité d'une personne était largement définie par la citoyenneté d'une cité-État particulière. Le cosmopolitisme diogénien est considéré par la plupart des spécialistes comme le modèle direct du cosmopolitisme stoïcien, déjà présent chez Zénon de Kition, fondateur de la doctrine du Portique.

### Mépris de la philosophie platonicienne
Diogène tenait Antisthène pour le véritable héritier de Socrate, celui qui perpétuait son enseignement moral en prônant la vertu et l'indifférence à la richesse, ainsi que le mépris de l'opinion générale[réf. nécessaire]. Platon, qu'il appelle « un intarissable bavard », ne propose à ses yeux qu'une philosophie abstraite et inutile. Une série d'anecdotes de Diogène Laërce vise Platon et suggère qu'il existait une grande animosité entre les deux philosophes. Diogène, nous l'avons vu, attaque autant Platon pour ses vices que pour sa doctrine. Platon rendait bien à Diogène ses critiques en le disant trop peu intelligent pour comprendre ce qu'est une Idée et surtout en allant jusqu'à le définir comme « Socrate devenu fou » (« Σωκράτης / Sōkrátēs... μαινόμενος / mainómenos »),. 

### Laconophilie
Diogène adopte le schéma, très répandu dans le monde grec de son temps, de l'opposition culturelle entre Athènes et Sparte. Sans surprise, les valeurs d'austérité, de dénuement et d'aguerrissement de l'esprit et du corps prônées par Sparte correspondent plus au modèle cynique que les plaisirs, jugés parfois frivoles, et le raffinement du mode de vie athénien. À un interlocuteur lui demandant où en Grèce il voit de « vrais hommes », il aurait répondu : « Des hommes nulle part, mais je vois des enfants à Lacédémone ».

### Production littéraire et philosophique
L'œuvre écrite de Diogène a disparu : tout ce qui nous reste de sa pensée consiste en anecdotes se rapportant à sa vie et à ses paroles. La tradition antique attribuait pourtant à Diogène de nombreux ouvrages, même si certaines classifications varient, notamment à cause de la profusion de textes pseudo-diogéniens. Cette production perdue ne nous est connue que par des inventaires antiques. Diogène Laërce (VI, 80) propose deux listes bibliographiques, la première d'un auteur inconnu, qui inventorie treize traités philosophiques et sept tragédies, tandis que le grammairien Sotion, dans ses Successions, propose une liste d'une douzaine d'œuvres rassemblées sous la forme d'une collection de chries. 
La liste anonyme comprend d'abord des dialogues : Céphalion (les manuscrits divergent sur le titre), Ichthyas (disciple d'Euclide), Le Geai, Pordalos, Le Peuple d'Athènes, La République (un ouvrage qui fit scandale), Traité d'éthique, Sur la richesse, Traité sur l'amour, Théodore, Hypsias, Aristarque et Sur la mort. Le catalogue comprend des lettres, qui doivent être différentes de celles, pseudépigraphes, qui nous sont parvenues sous le nom de Diogène. Puis il cite sept tragédies : Hélène, Thyeste (également nommée Atrée), Héraclès, Achille, Médée, Chrysippe et Œdipe
La liste de Sotion donne : Sur la vertu, Sur le bien, Traité sur l'amour, Le Mendiant, L'Audacieux, Pordalos, Casandros, Céphalion, Philiscos, Aristarque, Sisyphe, Ganymède, Chries (ont probablement été consignés à titre posthume par des disciples comme Métroclès) et Lettres.
Les titres des tragédies reprennent des mythes grecs concernant l'anthropophagie, la magie et le parricide. Les Anciens étaient divisés quant à la paternité des pièces. Les indications de la Souda et de Philodème semblent militer en faveur de l'authenticité. Satyros et Julien les attribuent au disciple de Diogène, Philiscos d'Égine, Favorinus les attribue à Pasiphon. La Souda mentionne en outre une huitième tragédie, qui n’a rien de cynique, Sémélé ; il est possible qu'il y ait eu deux Diogène, et que la huitième tragédie soit l'œuvre d'un homonyme.
Seuls quatre titres d'ouvrages sont communs aux deux listes : trois tragédies (Pordalos, Céphalion, Aristarque) et une œuvre de philosophie, le Traité sur l'Amour. Les Lettres sont également communes aux deux listes. Les écrits présents dans les deux listes ont quelques chances d'être authentiques. Le philologue Kurt von Fritz suppose que la liste de Sotion, plutôt stoïcienne, expurgea les écrits audacieux et ajouta des pseudépigraphes plus conformes au dogme.

## Postérité

### Tradition philosophique
Le stoïcien Épictète voit en Diogène le modèle du sage qui cherche à s'affranchir des conventions des hommes pour revenir à la nature.
Cercidas s'exprime ainsi en parlant de lui après sa mort dans ses Méliambes : 

« Il n'est plus, le Sinopéen de jadis,

le fameux porteur de bâton,
au manteau plié en deux, qui mangeait en plein air ;
il est monté au ciel,
après avoir serré ses lèvres contre ses dents
et mordu en même temps qu'elles sa respiration.
Oui, enfant de Zeus tu l'étais vraiment,
Tout autant que chien céleste. »

Les Lettres attribuées à Diogène sont apocryphes et pourraient avoir été composées entre le IIe siècle av. n.è. et le premier siècle ap. J.-C. Elles ont été imprimées pour la première fois à Venise, chez Alde Manuce, en 1499 ; une traduction française en a été donnée en 1546, à Poitiers, par Louis Dupuis.

### Tradition picturale
Parmi les plus célèbres peintures représentant Diogène, on peut citer le portrait qu'en fit Raphaël dans sa grande fresque L'école d'Athènes (1509-1512), ainsi que les tableaux de Jean-Léon Gérôme (1860), de John William Waterhouse (1882) et de D. E. Pugons (1902).
Diogène est traditionnellement représenté associé à des objets symboliques : l'écuelle, le bâton, la lanterne et le tonneau ou la jarre.

Représentations
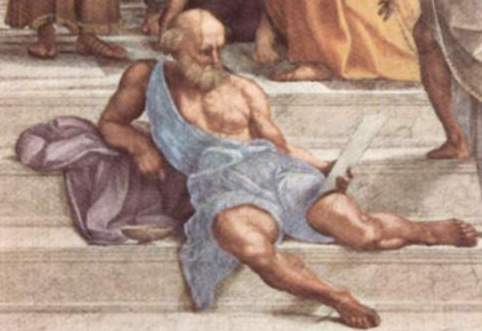
Diogène, détail de L'École d'Athènes Raphaël
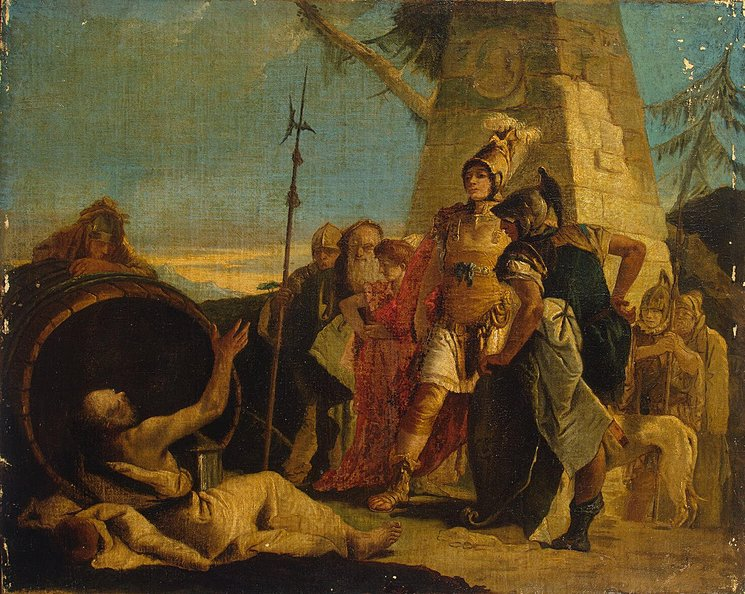
Alexandre le Grand et Diogène, v. 1780 Giambattista Tiepolo musée de l'Ermitage
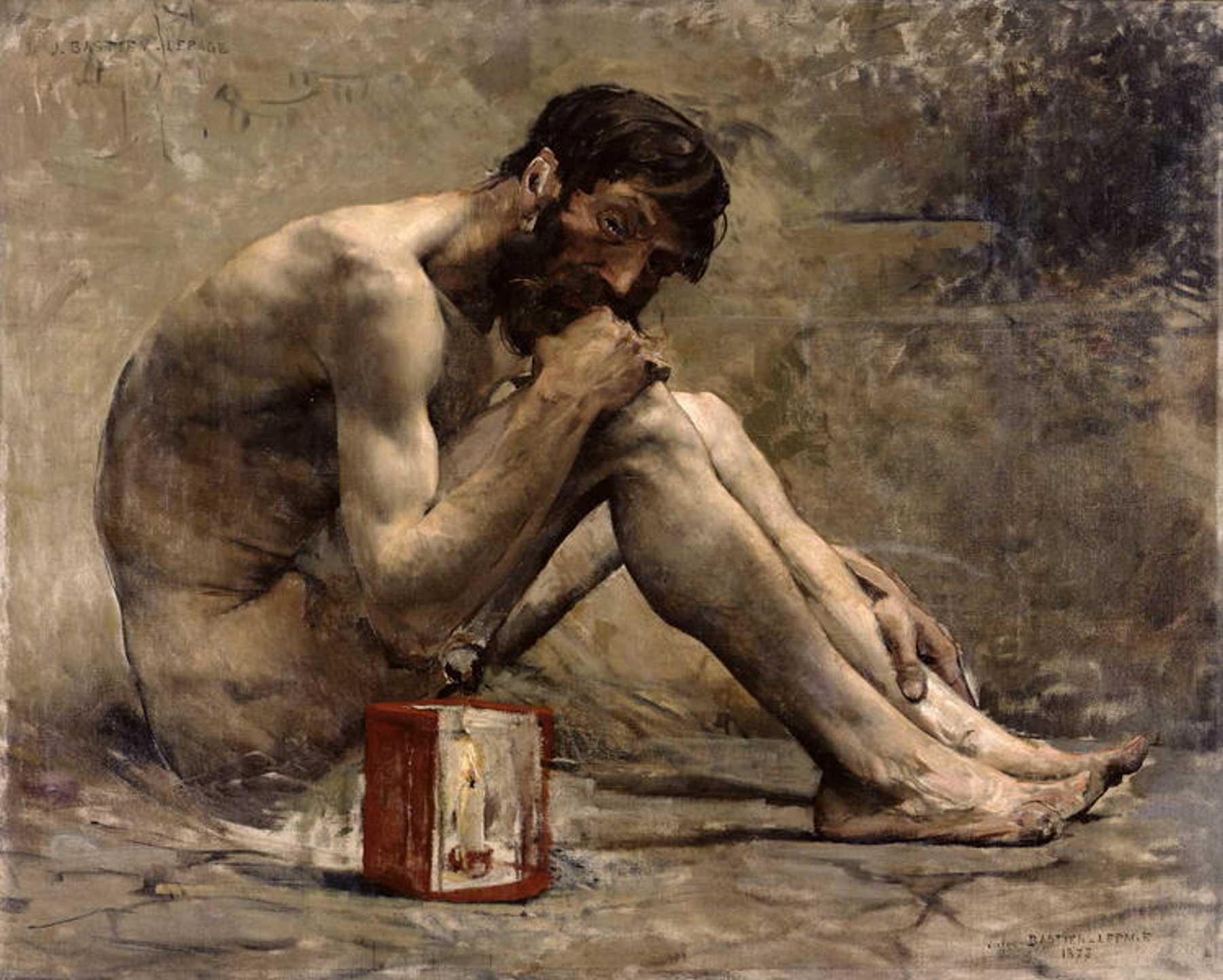
Diogène,1877 Jules Bastien-Lepage musée Marmottan Monet, Paris
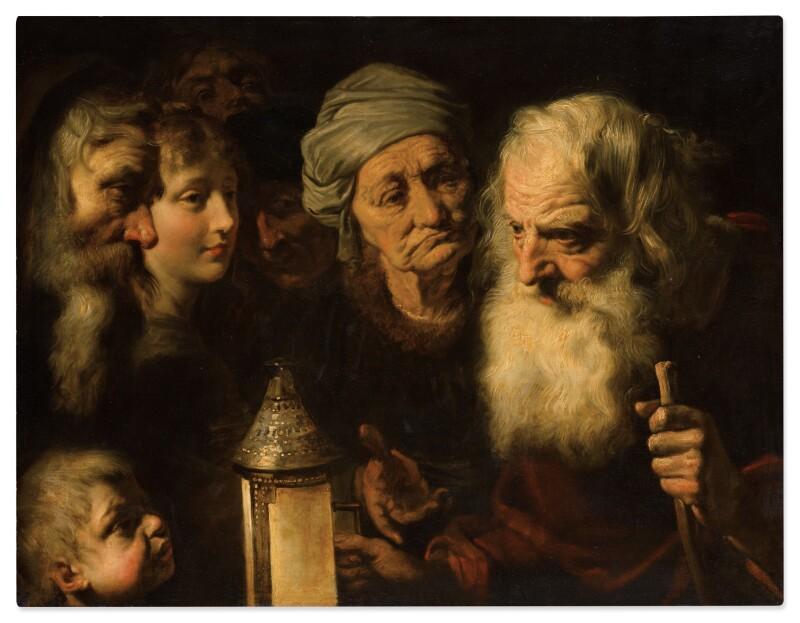
Diogène avec sa lanterne cherchant un honnête homme, v. 1635 Pieter van Mol
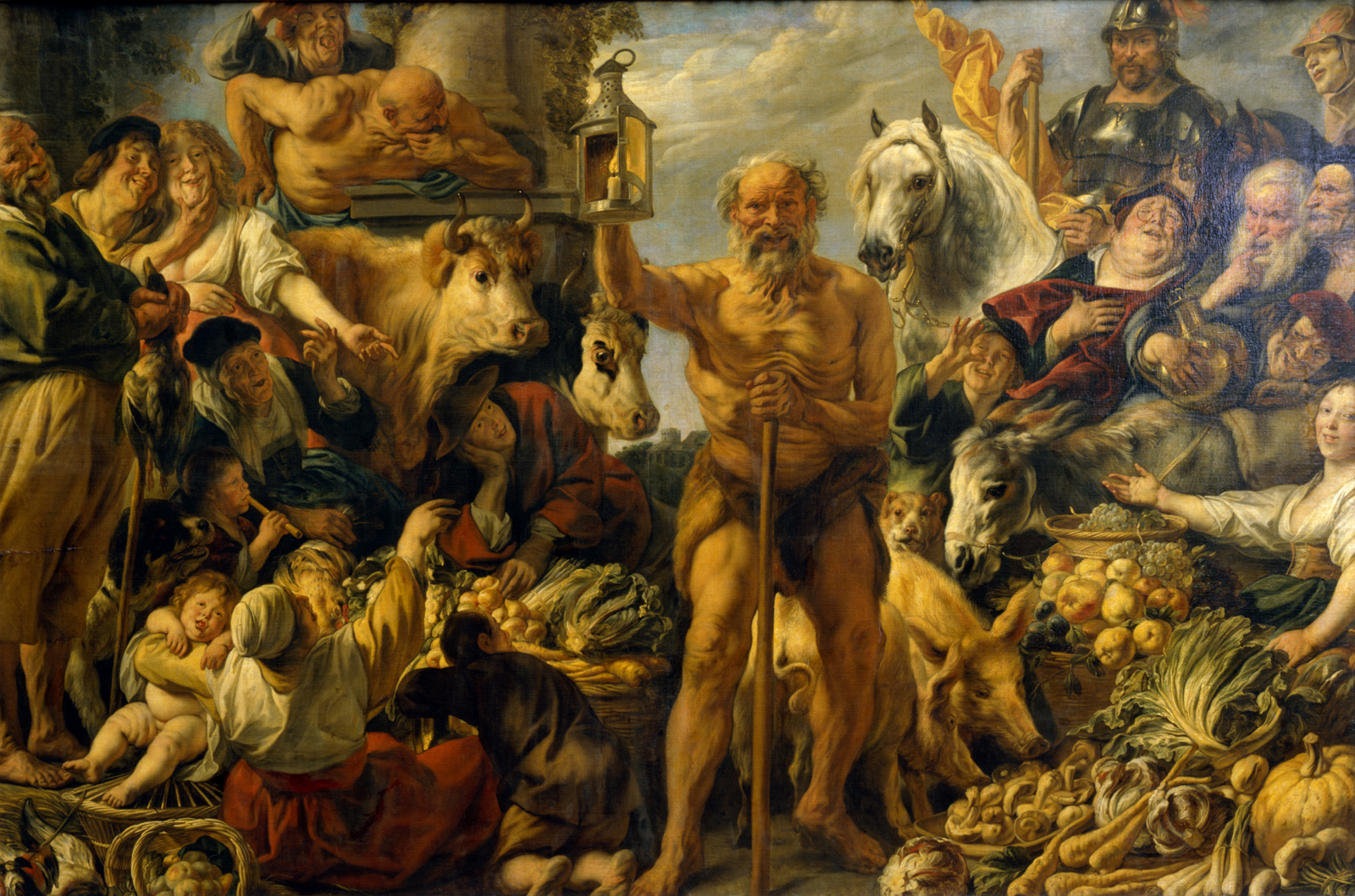
Diogène cherchant un honnête homme, v. 1642 Jacob Jordaens Dresde, Gemaldegalerie Alte Meister
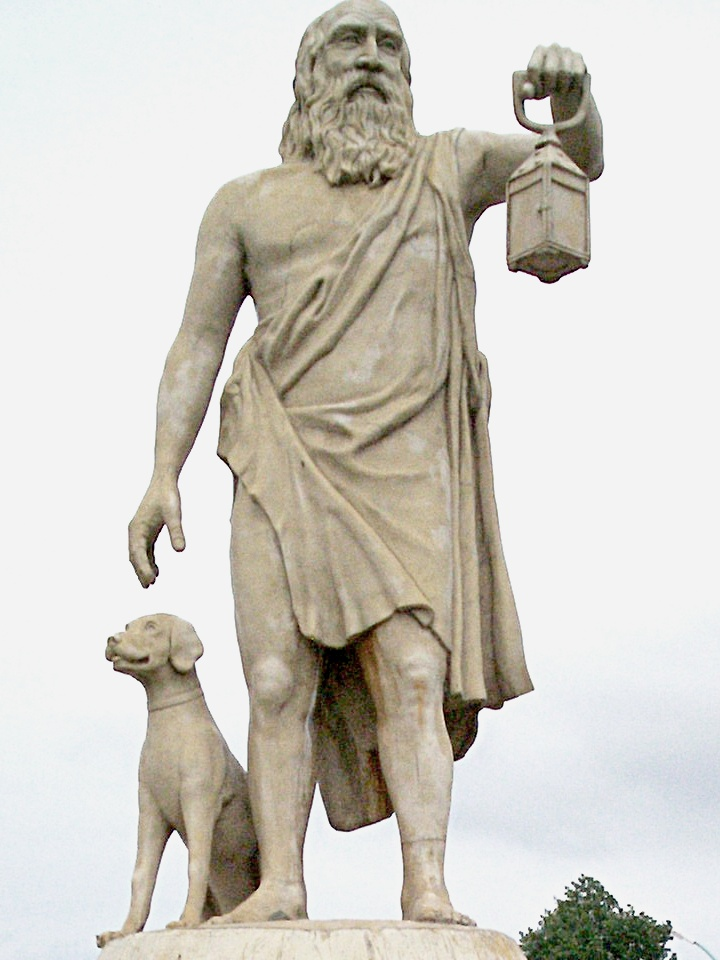
Statue Moderne de Diogène à Sinope

### Sciences
En biologie, une famille et un genre de bernard-l'ermite ont été nommés respectivement Diogenidae et Diogenes en référence à la jarre où se serait cantonné Diogène.
En psychiatrie, le syndrome de Diogène rassemble plusieurs caractéristiques dont une grande négligence de l'hygiène corporelle et un fort isolement social (deux caractéristiques classiquement attribuées à Diogène), ainsi qu'une accumulation d'objets hétéroclites (syllogomanie). Dans la langue courante on ne retient souvent que cette dernière.

### Jeux vidéo
Diogène est représenté comme le personnage principal du jeu Getting Over It with Bennett Foddy : le personnage est en effet bloqué dans un chaudron, rappelant la jarre du philosophe.